# Acrocephalus vaughani
El carricero de la Pitcairn (Acrocephalus vaughani) es una especie de ave paseriforme de la familia Acrocephalidae endémica de las islas Pitcairn. 

## Distribución geográfica y estado de conservación
Es endémica de la isla de Pitcairn, en el Pacífico Sur. Conocido localmente como el gorrión de Pitcairn (los gorriones verdaderos no se encuentran en las islas Pitcairn), solía ser común en toda la isla, donde es la única ave terrestre. Anteriormente fue clasificado como especie vulnerable por la UICN debido a su pequeña cantidad. Pero nuevas investigaciones han demostrado que es más raro de lo que se creía. En consecuencia, fue listada en estado en peligro de extinción en 2002.